# Culicia australiensis
Culicia australiensis är en korallart som beskrevs av Hoffmeister 1933. Culicia australiensis ingår i släktet Culicia och familjen Rhizangiidae. Inga underarter finns listade i Catalogue of Life.